# NGC 3471
NGC 3471 ist eine Spiralgalaxie vom Hubble-Typ Sa mit ausgedehnten Sternentstehungsgebieten im Sternbild Großer Bär am Nordsternhimmel. Sie ist schätzungsweise 98 Millionen Lichtjahre von der Milchstraße entfernt und hat einen Durchmesser von etwa 50.000 Lichtjahren. Gemeinsam mit PGC 33071 bildet sie ein gravitativ gebundenes Galaxienpaar.
Das Objekt wurde am 28. November 1801 von Wilhelm Herschel entdeckt.